# Кровавый навет (альбом)
«Кровавый навет» — альбом советского барда Ганса Зиверса (Александра Дугина), выпущенный на лейбле UR-Realist в 2000 году.

## Об альбоме
Песни альбома были сочинены в 1981—1984 годах, сам альбом был «вживую» записан под гитару на магнитофон в 1986 году. В 2000 году альбом в урезанном виде был издан на лейбле «Ур-Реалист» Михаила Вербицкого. Альбом высоко оценил певец и филолог Псой Короленко, отметив близость языка песен к творчеству Эверса, Лотреамона, Майринка, По и Кроули. В 2007 году группа «Кооператив Ништяк» выпустила альбом «Кровавый навет Ганса Зиверса», состоящий из кавер-версий некоторых песен из оригинального альбома. Электронные версии некоторых песен впоследствии были представлены в альбоме Hans Zivers & Betelgeuse — Centauros (2009).

## Список композиций
| №   | Название                | Длительность |
| --- | ----------------------- | ------------ |
| 1.  | «Астарот»               | 6:52         |
| 2.  | «Аннабель»              | 3:53         |
| 3.  | «В советском подвале»   | 2:53         |
| 4.  | «Пубертатная революция» | 3:09         |
| 5.  | «Диссертация»           | 1:46         |
| 6.  | «На острове Лесбос»     | 3:33         |
| 7.  | «Нарцисс»               | 3:39         |
| 8.  | «В розовом стакане»     | 3:57         |
| 9.  | «Эверс»                 | 3:16         |
| 10. | «Кадиллак»              | 2:54         |
| 11. | «Агасфер»               | 3:04         |
| 12. | «Нога (песня о матери)» | 3:27         |
| 13. | «Гелиополис»            | 4:21         |
| 14. | «Палестина»             | 2:44         |
| 15. | «Танго СА»              | 3:27         |
| 16. | «Москва 1982»           | 3:07         |
| 17. | «Золушка»               | 2:16         |
| 18. | «Гарпия»                | 2:16         |
| 19. | «В садах Гесперид»      | 3:04         |
| 20. | «У Маркиза де Сада»     | 4:05         |
| 21. | «Violette»              | 2:07         |
| 22. | «Миледи»                | 2:27         |